# Endostemon
Endostemon là một chi thực vật có hoa trong họ Hoa môi (Lamiaceae).

## Loài
Chi Endostemon gồm các loài: